# Skelton Sinus
Lo Skelton Sinus è una struttura geologica della superficie di Titano.